# 板倉俊之
板倉 俊之（いたくら としゆき、1978年〈昭和53年〉1月30日 - ）は、日本のお笑いタレント、作家、俳優、YouTuber。お笑いコンビインパルスのボケ・ネタ作り担当。相方は堤下敦。
埼玉県志木市出身。吉本興業所属。

## 略歴
- 1978年、兵庫県宝塚市出生。鶴瀬西小学校、志木市立志木第二中学校、獨協埼玉高等学校卒業。NSC東京校4期出身。
- 1998年、NSC同期の堤下敦とお笑いコンビ「インパルス」を結成。
- 2001年、『新しい波8』より、キングコング、ロバート、北陽、ドランクドラゴンとともに『はねるのトびら』に出演することが決定。
- 2009年7月5日、自身が執筆した本格ハードボイルド小説『トリガー』を出版。また同小説は、2011年に実業之日本社より、コミカライズ（原作：板倉俊之、作画：武村勇治）された。
- 2012年4月23日、自身2作目となる小説『蟻地獄』を出版。同小説は『トリガー』に続き、2015年に日本文芸社よりコミカライズ（原作：板倉俊之、作画：武村勇治）[2]され、2021年に板倉の脚本・演出により舞台化した。
- 2013年、『ガンダムエース』にて自身3作目となる小説『機動戦士ガンダム ブレイジングシャドウ』を連載。
- 2016年5月1日、埼玉県富士見市より「富士見市PR大使」に委嘱された[3]。
- 2018年2月22日、自身4作目となる小説『月の炎』を出版[4]。
- 2018年7月2日、YouTube公式チャンネル「板倉チャンネル（現・『板倉作品館』）」を開設。ライブのネタを公開中。8月にサバイバルゲームやゲーム配信用の「板倉 趣味チャンネル」を開設。
- 2021年1月25日、自身5作目となる小説『鬼の御伽』を出版[5]。
- 2023年8月1日、自身初となるエッセイ『屋上とライフル』を出版。

## 人物
- インパルス結成以前（NSC時代）は秋山竜次・馬場裕之（現・ロバート）とのトリオ「ゼナイル」を組んでおり、当時はツッコミ担当だった。ゼナイルから脱退した理由は、板倉自身がボケをやりたくなったため。また、脱退して間もない頃に山本博と組もうとしたが、山本が秋山・馬場とトリオを組もうとしていることを察した後で諦めている。
- コンビのネタは全て板倉の作・演出によるもので、言葉遊びを用いることが多い。様々な職業、キャラクターを演じ分ける「天才肌芸人」の1人とされる。また、自身の好きな漫画のキャラクターを模倣するコントがある（コント「取り調べ」では『MONSTER』のヨハン・リーベルト、コント「カリスマ美容師によろしく」では『ブラックジャックによろしく』の斉藤英二郎を模倣している）。
- 3人兄弟の次男であり、兄は東京大学出身[6]。
- 中学時代はサッカー部で、運動神経に優れている。吉本陸上競技会では、マラソン2位・100m走も13秒67という好成績を残した。
- 一時期はボクシングジムへ通っており、プロとしてメニューを受ける一歩手前までやり込んでいた。
- 仲の良い先輩は品川祐（品川庄司）[7]や田村淳（ロンドンブーツ1号2号）で、よく食事に連れて行ってもらうほど。他事務所では太田光（爆笑問題）とも仲が良い。

## 趣味
- エアガン収集とサバイバルゲームに凝っており、10年前にエアガンコーナーで子供の頃の記憶が蘇ったことをきっかけにハマり始め[8]、現在はネイビーシールズの装備品に関してはCIRASなどの比較的古い装備から現用の装備まで多数コレクションする程の熱愛ぶりである。その他には漫画、TVゲーム、映画鑑賞、車中泊などがある。
- 将棋好きであり、2013年頃からはニコニコ生放送の将棋関連番組に出演するケースが増えている。2014年6月には、漫画『駒ひびき』の原作者・さがら総との対局が公開された[9]。
- メタルギアシリーズのファンでもあり、MGS4の公式サイトにコメントを寄せている。
- アーケードゲーム『機動戦士ガンダム 戦場の絆』に夢中になったのが高じて、『絆体感TV 機動戦士ガンダム 第07板倉小隊』という冠番組まで持った。
- ドラゴンボールのファンである。
- BUMP OF CHICKENの大ファン。ナゴムの大ファンでもある。特に好きなバンドは筋肉少女帯、空手バカボン、木魚、人生など。劇場での出囃子に「morning glow」「sailing day」を使用しているほか、単独ライブでは幕間やエンディングの曲にバンプのアルバム曲などを使用している。また、ラジオやテレビで好きな曲を紹介する際も、バンプの曲を紹介することが多い。
- 好きな女優は菅野美穂で、同学年かつ同じ埼玉県育ち。ブラッド・ピットのファンでもある。
- 好きな作家は道尾秀介[10]。

## 芸風
- コントでは様々なキャラを演じわけ、主に言葉遊びを用いる。また、ピン芸ではことわざをイジるネタなどを持っている。
- 100本以上もコントのネタを作った（キングオブコント2009より）。

## 出囃子
- BUMP OF CHICKEN「morning glow」
- BUMP OF CHICKEN「sailing day」

## 出演
コンビでの出演はインパルス (お笑いコンビ)#出演作品を参照。

### テレビ番組
現在の出演番組
- 有吉の壁（日本テレビ、2020年12月30日 - ）不定期出演
- ゴッドタン（テレビ東京） 不定期出演
- 日本で一番早いお笑いバトル!フットンダ王決定戦（中京テレビ）※年始特番

過去の出演番組
- エンタの神様（日本テレビ）キャッチコピーは「台詞（ことば）の妖術師」（ピンでの出演時のみ）
- run for money 逃走中
- 神さまぁ〜ず（TBSテレビ、2007年10月9日 - 2008年9月23日）準レギュラー
- さまぁ〜ず式（TBSテレビ、2008年10月7日 - 2009年3月17日）準レギュラー
- ホリさまぁ〜ず（TBSテレビ、2009年4月7日 - 2010年3月23日）準レギュラー
- ピラメキーノ（テレビ東京）準レギュラー
- フットンダ（中京テレビ）準レギュラー
- 爆笑レッドカーペット（フジテレビ）キャッチコピーは「笑いの言業師」
- 潜在異色〜人気芸人が初めて見せるヒミツの出し物〜（日本テレビ、2010年1月 - 3月）
- 爆笑 大日本アカン警察（フジテレビ）準レギュラー
- 絆体感TV 機動戦士ガンダム 第07板倉小隊（テレビ東京）メインレギュラー
  - 絆体感TV 機動戦士ガンダム 第07板倉小隊 1stシーズン（2011年10月4日 - 12月27日）
  - 絆体感TV 機動戦士ガンダム 第07板倉小隊 REV.2（2ndシーズン）（2012年4月3日 - 6月26日）
  - 絆体感TV 機動戦士ガンダム 第07板倉小隊（第3期）（2012年10月2日 - 12月25日）
  - 絆体感TV 機動戦士ガンダム 第07板倉小隊（第4期）（2013年4月7日 - 6月30日）
  - 絆体感TV 機動戦士ガンダム 第07板倉小隊（第5期）（2013年10月6日 - 12月29日）
  - 絆体感TV 機動戦士ガンダム 第07板倉小隊（第6期）（2014年7月8日 - 9月30日）
  - 絆体感TV 機動戦士ガンダム 第07板倉小隊 特番（BSジャパン、2017年3月25日）
  - 絆体感TV 機動戦士ガンダム 第07板倉小隊 「夏の陣」（BSジャパン、2017年7月22日）
  - 絆体感TV 機動戦士ガンダム 第07板倉小隊 ～逆襲の板倉小隊～（2017年12月5日 - 12月26日）
  - 絆体感TV 機動戦士ガンダム 第07板倉小隊 ～ゆく絆くる絆～（2021年11月3日 - 12月22日）
- くりぃむクイズ ミラクル9（テレビ朝日）不定期出演
- タモリ倶楽部（テレビ朝日）
- プレミアムコント（NHK BSプレミアム）
  - 七人のコント侍 第5期（2014年1月 - 3月）、第8期（2014年12月 - 2015年3月）、第12期（2016年1月 - 3月）
  - 爆笑ファクトリーハウス 笑けずり（2015年9月11日）ゲスト審査員
  - 笑けずり シーズン2〜コント編〜（2016年9月9日・9月23日）ゲスト審査員 [11]
- ハッキリ5〜そんなに好かれていない5人が世界を救う〜（朝日放送テレビ、2015年10月17日 - ）不定期出演
- 超ハマる!爆笑キャラパレード（フジテレビ、2016年4月23日 - ）不定期出演
- 採用!フリップNEWS（中京テレビ、2016年10月6日 - ）不定期出演
- テストの花道 ニューベンゼミ（NHK Eテレ、2017年7月31日）[12]
- 小籔千豊の将棋道場小破り（ファミリー劇場、2019年3月15日 - 5月17日）レギュラー [13]
- IPPONグランプリ（フジテレビ、2019年4月20日）※特別番組 [14]
- 社会人お笑い相談所（テレ朝チャンネル、2019年5月31日） [15]
- いたくろむらせのオンとオフ（テレビ埼玉、2019年8月5日 - 2020年12月21日）メインレギュラー
  - いたくろここなのオンとオフ（テレビ埼玉、2021年1月11日 - 9月27日）メインレギュラー
- 山里亮太のまさかのバーサーカー（朝日放送テレビ、2019年8月13日・2020年4月5日 - 9月20日・2021年1月3日）[16]
- 納得!買い得!キニナルマーケット → キニナルマーケット（「グッとラック!」→「Let's!美バディ」→「プチブランチ」内番組）（TBSテレビ、2019年9月30日 - 2022年12月28日[17]） - ウガッティー 役（声の出演）[18]
  - 超キニナル爆安祭（2021年3月29日・2022年3月12日） - ウガッティー 役（声の出演）
- モンスターライフ（仙台放送、2019年12月13日・12月20日）- 謎の男 役、20日放送のコント「ほしいもの」の脚本・主演
- ファイナルファンタジーXIV パーティーメンバー募集中!（BSよしもと、2022年7月9日 - 9月24日）メインレギュラー

### ドラマ
- エリートヤンキー三郎（テレビ東京、2007年4月13日 - 6月）- 河井星矢 役
- SOIL ソイル 第5話（WOWOW、2010年4月3日）- 看守 役
- 示談交渉人 ゴタ消し 第9話（読売テレビ、2011年3月3日）- 速水周介 役
- 100万回 言えばよかった（TBSテレビ、2023年1月13日 - 3月17日） - 樋口昌通 役[19]
- 君には届かない。（TBSテレビ、2023年9月27日 - 11月15日） - 村セン 役[20]
- 桃色探訪〜伝説の風俗〜（チャンネルNECO、2023年12月31日） - 路上詩人 役[21]
- 不適切にもほどがある! 第2話・第4話・第6話・第8話 - 最終話（TBSテレビ、2024年2月2日・16日・3月1日・15日 - 29日） - 瓜生 役[22]
- まどか26歳、研修医やってます!（TBSテレビ、2025年1月14日 - 3月18日） - 野口優 役[23]

### 映画
- ほんとうにあった怖い話 怨霊（2004年）
- シュガー&スパイス 風味絶佳（2006年） - 村松 役
- YOSHIMOTO DIRECTOR'S 100 〜100人が映画撮りました〜「老人と木」（2007年） - 監督・主演
- 激情版 エリートヤンキー三郎（2009年） - 河井星矢 役
- ニセ札（2009年）- 大津シンゴ 役
- 最高の仕打ち（2016年）
- 映画 マイホームヒーロー（2024年） - 戸島 役[24]
- 俺ではない炎上（2025年公開予定）[25]

### ウェブテレビ
- 内村さまぁ〜ず SECOND（Amazonプライム・ビデオ、2016年10月10日）
- 千原○ニアの○○-1GP （Amazonプライム・ビデオ、2017年8月4日）
- 戦闘車（Amazonプライム・ビデオ、2017年10月6日 - 27日）[26]
- 吉本自宅ゲーム部『インパルス板倉のPUBG Mobileドン勝チャレンジ 』（Mildom、1期/2020年6月22日 - 12月7日、2期/2021年1月13日 - 6月30日 ）
- ロンドンハーツ 究極恋愛シミュレーション ラブマゲドン 全3回（TELASA、2023年9月12日 - 26日）[27]

### ライブ・舞台
- ロバート秋山&インパルス板倉の「？？？？トークショー〜楽しすぎる約90分〜」
- おしゃべり大喜利
- 森板淳トークライブ
- インパルス板倉俊之一人コントライブ「ドクソウ」（恵比寿エコー劇場、2009年5月10・11日）
- 板倉俊之単独ライブ「クリミナル・ピエロッツ」（ルミネtheよしもと、2016年5月27日）
  - 「クリミナル・ピエロッツ」再演90分＋発想放出型新ネタライブ「なんでも大臣」30分～（ルミネtheよしもと、2016年11月23日）[28][29]
- 板倉俊之単独ライブ「バック・トゥ・ザ・スカイ」（ルミネtheよしもと、2018年5月4日）[30]
- ジーザス・クライスト・レディオスター（紀伊国屋ホール、2018年12月12日 - 24日） - ジーザス吉田、吉田健康 役[31]
- 朗読劇『パーフェクト太郎』 語り手 板倉俊之（ルミネtheよしもと、2019年11月1日）
- 朗読劇『Nのために』（山野ホール、2023年10月15日） - 野口貴弘、杉下晋 役[32]

### その他
- きまぐれロボット : 星新一原作アニメ。MEGUMIと共に声優を担当。2004年にYahoo! JAPANで無料公開され、後にDVDが発売されたほか、CSチャンネルのアニマックスでも放映。

## 作品

### 著書

#### 小説
- トリガー（2009年6月29日、リトルモア、	ISBN 978-4-89815-270-6）
  - トリガー ―国家認定殺人者― （『トリガー』を改題・文庫化、2020年3月27日、新潮文庫nex、ISBN 978-4101801865）
- 蟻地獄（2012年4月20日、リトルモア、ISBN 978-4898153369）
  - 蟻地獄 （『蟻地獄 』を文庫化、2018年1月27日、新潮文庫、ISBN 978-4101212418）
- 機動戦士ガンダム ブレイジングシャドウ（2013年 - 2016年、KADOKAWA）
- 月の炎（2018年2月22日、新潮社、ISBN 978-4101212418）
  - 月の炎 （『月の炎 』を文庫化、2021年4月26日、新潮文庫、ISBN 978-4101212425）
- 鬼の御伽（2021年1月25日、KADOKAWA、ISBN 978-4048930772）

#### エッセイ
- 屋上とライフル（2023年8月1日、飛鳥新社、ISBN 978-4864109611）

#### 漫画原作
- マグナレイブン（漫画：武村勇治、『月刊ヒーローズ』、2018年8月号 -2019年8月号）

#### その他
- ことわざドリル（2010年5月14日、リトルモア、ISBN 978-4898152904）

#### 舞台
- 舞台『蟻地獄』（よみうり大手町ホール、2021年6月4日 - 10日[33]） - 原作・脚本・演出[34]

## DVD
- 板倉俊之 一人コントライブ「ドクソウ」(2009年10月7日)

## CD
- ザ・クスリショー（2006年3月22日 R and Cより発売） - クラシック音楽に乗せてネタを朗読するもの。